# Ukrajina na Zimních olympijských hrách 2014
Ukrajinu na Zimních olympijských hrách 2014 v Soči reprezentovalo 45 sportovců. Na základě krvavých událostí a politické situace na Ukrajině se někteří sportovci na protest rozhodli opustit olympijské hry a nestartovat ve svých soutěžích.
V pátek 24. února získala štafeta biatlonistek první zlatou medaili na těchto hrách, a teprve druhou ze zimních her pro Ukrajinu po získání nezávislosti..

## Medailisté
| Medaile | Jméno                                                                 | Sport   | Disciplína            |
| ------- | --------------------------------------------------------------------- | ------- | --------------------- |
| Zlato   | Vita Semerenková Julija Džymová Valentyna Semerenková Olena Pidhrušná | Biatlon | Ženy štafeta 4 x 6 km |
| Stříbro | Vita Semerenková                                                      | Biatlon | Ženy sprint           |